# Jean Pierre Joseph d'Arcet

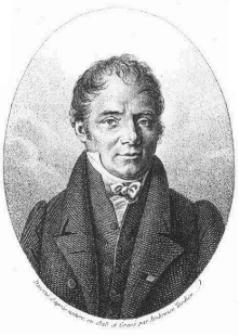

Jean Pierre Joseph d'Arcet (31 augusti 1777 - 2 augusti 1844) var en välrenommerad fransk kemist, som även var generalmyntmästare i Paris. Han anges som upphovsmannen till den lättsmälta legeringen d'Arcets metall.
Han nämns 1802 även som uppfinnare av metoden att med "skedvatten" (svavelsyra) skilja guld från silver i malm.